# Meristogenys dyscritus
Meristogenys dyscritus es una especie de anfibio anuro de la familia Ranidae.

## Distribución geográfica
Esta especie es endémica del estado de Sabah en Malasia, en la isla de Borneo. Se encuentra por debajo de los 1500 m sobre el nivel del mar en la Cordillera Crocker.

## Publicación original
- Shimada, Matsui, Yambun & Sudin, 2011 : A survey of morphological variation in adult Meristogenys amoropalamus (Amphibia, Anura, Ranidae), with a description of a new cryptic species. Zootaxa, n.º 2905, p. 33-56[3]